# Kazuo Ozaki
Kazuo Ozaki (尾崎 加寿夫 Ozaki Kazuo?,  nacido el 7 de marzo de 1960 en Tokio) es un exfutbolista japonés que jugaba como delantero.
Ozaki jugó 17 veces y marcó 3 goles para la selección de fútbol de Japón entre 1981 y 1983. Fue elegido para integrar la selección nacional de Japón para los Juegos Asiáticos de 1982.

## Trayectoria

### Clubes
| Club              | País     | Año       |
| ----------------- | -------- | --------- |
| Mitsubishi Motors | Japón    | 1978-1983 |
| Arminia Bielefeld | Alemania | 1983-1988 |
| FC Sankt Pauli    | Alemania | 1988-1989 |
| TuRU Düsseldorf   | Alemania | 1989-1990 |
| Urawa Reds        | Japón    | 1990-1992 |
| Verdy Kawasaki    | Japón    | 1993-1994 |

### Selección nacional
| Selección | País  | Año       |
| --------- | ----- | --------- |
| Absoluta  | Japón | 1981-1983 |

## Estadística de equipo nacional
| Selección de Japón | Selección de Japón | Selección de Japón |
| Año                | Part.              | Goles              |
| ------------------ | ------------------ | ------------------ |
| 1981               | 9                  | 2                  |
| 1982               | 7                  | 1                  |
| 1983               | 1                  | 0                  |
| Total              | 17                 | 3                  |

## Palmarés

### Títulos nacionales
| Título                   | Club              | País  | Año  |
| ------------------------ | ----------------- | ----- | ---- |
| Japan Soccer League      | Mitsubishi Motors | Japón | 1978 |
| Copa Japan Soccer League | Mitsubishi Motors | Japón | 1978 |
| Copa del Emperador       | Mitsubishi Motors | Japón | 1978 |
| Copa del Emperador       | Mitsubishi Motors | Japón | 1980 |
| Copa Japan Soccer League | Mitsubishi Motors | Japón | 1981 |
| Japan Soccer League      | Mitsubishi Motors | Japón | 1982 |
| J1 League                | Verdy Kawasaki    | Japón | 1993 |
| Copa J. League           | Verdy Kawasaki    | Japón | 1993 |
| J1 League                | Verdy Kawasaki    | Japón | 1994 |
| Copa J. League           | Verdy Kawasaki    | Japón | 1994 |

### Distinciones individuales
| Distinción                  | Año  |
| --------------------------- | ---- |
| Japan Soccer League Best XI | 1982 |